# آرثر سيمون
آرثر سيمون (بالإنجليزية: Arthur Simon)‏ هو كاتب أمريكي، ولد في 1930 في يوجين في الولايات المتحدة.